# 김종백 (축구 선수)
김종백(한국 한자: 金鐘伯, 1988년 4월 15일 ~ )은 대한민국의 전 축구 선수이며, 포지션은 미드필더였다.